# Ni tú ni yo (canción de Pandora)
«Ni tu ni yo» es una canción interpretada de la agrupación mexicana femenina Pandora extraído originalmente de su quinto álbum de estudio 999 razones (1989).Fue escrita Difelisatti y J.R. Florez. Esta canción otra de las más conocidos de la agrupación y del propio disco.
En 2022 volvieron a cantar la canción en vivo junto con la agrupación mexicana Flans para el tour Inesperado Tour, junto a otros éxitos más y de Flans.

## Lista de canciones

### CD - Promo[7]
| Ni tú ni yo — Single |               |          |  |
| N.º                  | Título        | Duración |  |
| 1.                   | «Ni tú ni yo» |          |  |
| 2.                   | «Todavía»     |          |  |

## Posiciones en las listas
| Listas                                     | Posición |
| ------------------------------------------ | -------- |
| Estados Unidos Billboard Hot Latin Tracks  | 49       |
| Estados Unidos Billboard Latin Pop Airplay | 28       |